# Joseph Meek
Pour les articles homonymes, voir Meek.
Joseph Lafayette Meek (né le 9 février 1810 dans le comté de Washington et mort le 20 juin 1875 à Hillsboro), dit Joe Meek, est un pionnier, un mountain man et un homme politique de l'Oregon Country et plus tard dans le Territoire de l'Oregon aux États-Unis.
Trappeur impliqué dans le commerce des fourrures avant de s'installer dans la vallée de la Tualatin (en), Meek joue un rôle de premier plan lors des réunions de Champoeg (en) de 1843, où il est élu shérif. Il est ensuite élu et siège à l'Assemblée législative provisoire de l'Oregon (en) avant d'être nommé marshal des États-Unis pour le territoire de l'Oregon.